# Station Griffintown―Bernard-Landry
La station Griffintown―Bernard-Landry est une station en projet du Réseau express métropolitain (REM) de la Région métropolitaine de Montréal. Elle sera située dans le quartier Sud-Ouest de la ville de Montréal, province de Québec au Canada, entre les rues Ottawa et William. L'ouverture de la station est prévue en 2027.

## Situation sur le réseau

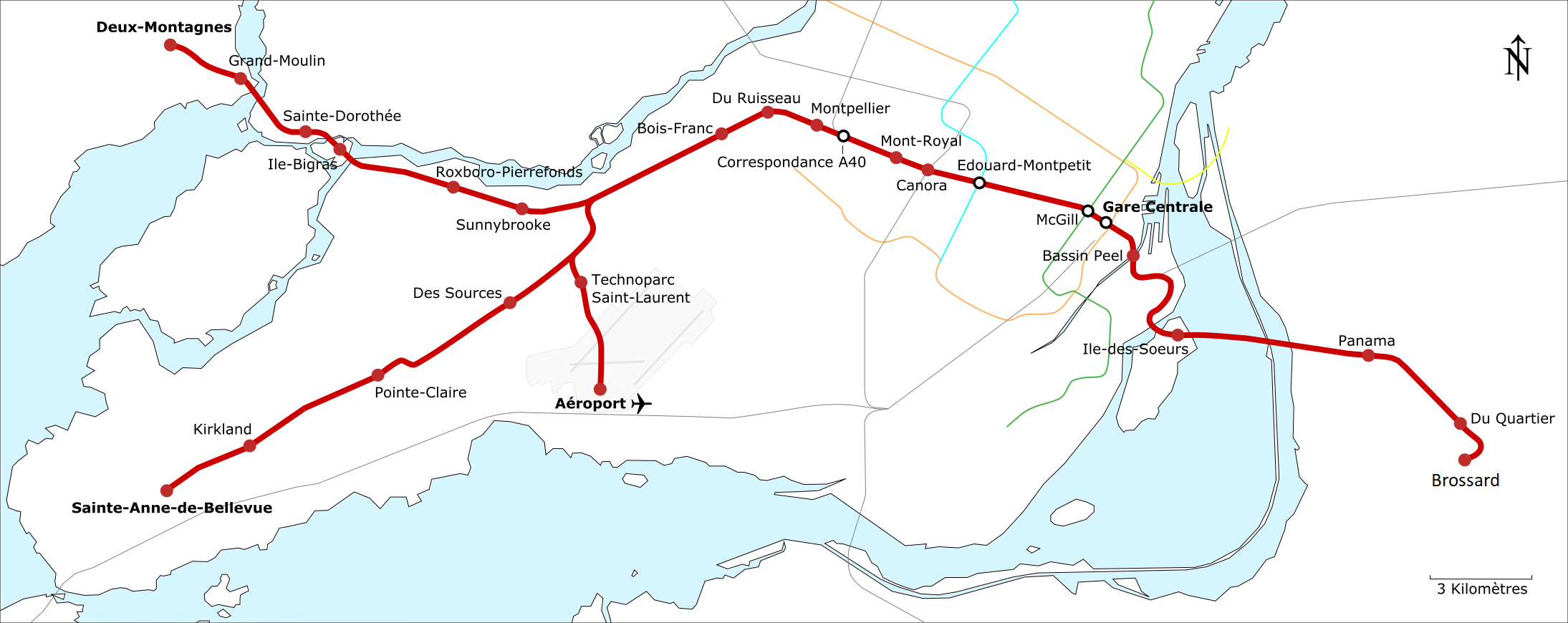
Plan du réseau express métropolitain (version du 2 août 2023).

La station Griffintown-Bernard-Landry sera établie en aérien sur le Viaduc Sud, la structure ferroviaire surélevée longeant le boulevard Robert-Bourassa qui permet l’accès à la gare centrale en provenance du sud. Elle est une station de passage située sur le tronçon principal de la ligne A du Réseau express métropolitain, localisée après la station Île-des-Sœurs et avant la Station Gare centrale. Contrairement aux autres stations situées sur le segment vers la Rive-Sud de Montréal, l'ouverture de la station Griffintown-Bernard-Landry n'a pas eu lieu en juillet 2023. La station n'a pas été construite en même temps que les stations adjacentes sur le tronçon central en raison du changement de son emplacement du bassin Peel au viaduc de la gare centrale en 2020, retardant sa construction.

## Histoire

### Présentation du projet
Le 22 avril 2016, le maire de Montréal et la Caisse de dépôt et placement du Québec (CDPQ) ont officiellement annoncé le projet du Réseau électrique métropolitain (REM). Le REM, une ligne de métro léger automatisée et sans conducteur de 67 kilomètres de long, reliera Brossard, l'aéroport international Pierre-Elliott-Trudeau de Montréal, l'Ouest-de-l'Île et Deux-Montagnes, sur la Rive-Nord, via la Gare centrale de Montréal. Le nom a été changé en Réseau express métropolitain à mi-chemin de la conception, et la première pelletée de terre a été posée le 12 avril 2018.
Lorsque le projet du REM a été initialement dévoilé au public en avril 2016, deux « emplacements potentiels de gares » au sud de la Gare Centrale étaient inclus : Bridge-Wellington et Du Havre. En novembre 2016, l'emplacement des stations du centre-ville a été confirmé, la station Bassin Peel étant située sous le bassin Peel du canal Lachine, à proximité du site de l'ancien quartier Goose Village,. La station devait être construite en souterrain, avec une sortie menant vers Griffintown et l'autre vers Pointe-Saint-Charles. En juin 2018, une pétition circule pour que la station soit renommée Station des Irlandais, reflétant ainsi les contributions de la communauté irlandaise dans l'histoire de la ville.
La zone du bassin Peel, où se situe alors la station, était convoité pour un projet de stade de baseball servant de domicile à une équipe de la Ligue majeure de baseball à Montréal. Le 12 février 2019, le groupe travaillant sur le dossier du retour d'une équipe de la MLB à Montréal, dirigé par Stephen Bronfman, engage Pierre Boivin, l'ancien président des Canadiens de Montréal, comme lobbyiste pour négocier la vente du bassin Peel pour y construire un stade. Le terrain est actuellement sous le contrôle de la Société immobilière du Canada, une société d'État fédérale.

### Emplacement et nom
En novembre 2019, la mairesse de Montréal, Valérie Plante, exprime d'abord le désir de donner à la station le nom du défunt premier ministre du Québec, Bernard Landry. Ce choix est justifié par son implication en tant que ministre des Finances du Québec dans le réaménagement du secteur adjacent à Griffintown et de la partie ouest du Vieux-Montréal comme Cité du Multimédia, destinée aux entreprises dans le secteur des technologies de l'information. La communauté irlandaise de la ville s'oppose à cette proposition en raison notamment de propos anti-immigrants tenus par l'ancien premier ministre à la suite du référendum du 1995,.
Le 23 juin 2020, lors du dévoilement de la station par CDPQ Infra, l'emplacement final est confirmé. La station se situe désormais sur le viaduc ferroviaire de la Gare Centrale face à la rue Dalhousie, entre la rue William et la rue Ottawa à Griffintown. La confirmation de son emplacement justifie un changement de nom en Station Griffintown―Bernard-Landry. Le nom choisi pour la station est le résultat d'un compromis qui est tout de même critiqué par la communauté irlandaise de la ville et des sociétés d'histoire,.

### Construction
Puisque l'emplacement final de la station a été officialisé après le début des travaux de construction sur la branche Rive-Sud du REM, sa construction ne débute pas en même temps que les autres stations sur le tronçon,. En entrevue avec la Gazette de Montréal, un porte-parole du REM explique qu'une « étude analysant la meilleure façon de construire la station est presque terminée et sera rendue publique d'ici la fin de [2023] ».
D'abord prévu à la fin 2024, CDPQ Infra annonce en août 2023 un report de l'ouverture vers 2027,. Des politiciens locaux et les défenseurs du transport en commun ont exprimé leur mécontentement face au fait que la station n'a pas été ouverte avec les autres stations du REM en juillet 2023.

## Services aux voyageurs

### Accès et accueil
L'accès à la station se fait par la rue Dalhousie, par un passage piéton sous le Viaduc Sud.

### Desserte
Au moment de son ouverture, la station Griffintown-Bernard-Landry sera ouverte 20 heures par jour, 7 jours sur 7. La fréquence de passage sera à toutes les 2 minutes et 30 secondes aux heures de pointe, et toutes les 5 minutes hors des heures de pointe et en fin de semaine. La fréquence des trains évoluera de façon progressive, selon l'achalandage et la mise en service complète du réseau.

## À proximité
- Cité du Multimédia
- Vieux-Port de Montréal
- Vieux-Montréal